# Kasper Suurorg
Kasper Suurorg (Harjumaa, Estònia, 27 de maig de 2002) és un jugador de bàsquet estonià d'1,98 metres d'estatura que juga a la posició de base.

## Trajectòria esportiva
Es va formar a l'Audentese SG/Noortekoondis amb el que va arribar a debutar amb 15 anys a la primera divisió estònia la temporada 2019-20. La temporada següent forma part del KK Pärnu amb el que competeix a la lliga estoniana i a la Lliga Bàltica.
A l'estiu del 2021 ingressa al St. Francis College, situat a Brooklyn (Nova York) per disputar la NCAA durant la temporada 2021-2022 amb els St. Francis Brooklyn Terriers. A finals del mes de juliol de 2022 es fa oficial el seu acord amb el CB Morón de la Lliga LEB Plata, però finalment acaba fitxant pel Club Joventut Badalona amb un contracte per a quatre temporades.
La temporada 2021-22 la juga al Club Bàsquet Prat de la Lliga LEB Plata, club vinculat del Joventut per alternar participacions amb ambdós equips. Amb el Prat aconsegueix l'ascens a LEB Or, i només acaba disputant un partit de pretemporada amb el Joventut.
El 28 de juliol de 2023 signa pel TalTech Basketball de la lliga estònia, cedit per la Penya. La temporada 2024-25 fitxa pel BC Kalev, també de la lliga d'Estònia, i ara ja desvinculat del Joventut.

## Selecció nacional
És internacional amb les categories inferiors de la selecció de bàsquet d'Estònia. El 2018 va disputar l'Europeu amb la seva selecció en categoria Sub 16 i el 2019 l'Europeu Sub 18. A l'estiu de 2022, amb la selecció sub 20 disputa l'Europeu divisió B, en què promitja de 12,1 punts, 4,9 rebots i 3,6 assistències per partit, essent escollit en el quintet ideal de la competició.